# Krakowski Pułk Obrony Terytorialnej
Krakowski Pułk Obrony Terytorialnej im. Bartosza Głowackiego – oddział obrony terytorialnej ludowego Wojska Polskiego.
Krakowski Pułk Obrony Terytorialnej został sformowany na podstawie rozkazu Ministra Obrony Narodowej Nr 010/OTK z dnia 6 maja 1963 roku i zarządzenia Szefa Sztabu Generalnego WP Nr 069/Org. z dnia 6 maja 1963 roku.
Jednostka została zorganizowana w terminie do dnia 30 maja 1963 roku, poza normami wojska, w garnizonie Kraków, według etatu pułku OT kategorii „A”.
Minister Obrony Narodowej rozkazem Nr 21/MON z dnia 5 lipca 1966 roku nadał pułkowi imię Bartosza Głowackiego oraz ustanowił dzień 5 lipca dorocznym świętem jednostki.
Na podstawie zarządzenia Szefa Sztabu Generalnego WP Nr 080/Org. z dnia 22 grudnia 1973 roku pułk został przeformowany.
Na podstawie rozkazu Ministra Obrony Narodowej Nr 0101/Org. z dnia 25 sierpnia 1989 roku pułk został rozformowany w marcu 1990 roku.

## Struktura organizacyjna pułku
- dowództwo i sztab[6]
- 4-6 kompanii piechoty à 3 plutony piechoty i pluton ckm
- kompania specjalna à pluton saperów, pluton łączności i pluton chemiczny
- pluton zaopatrzenia